# Liminympha makarkini
Liminympha makarkini là một loài côn trùng trong họ Nymphidae thuộc bộ Neuroptera. Loài này được Ren & Engel miêu tả năm 2007.